# EastWest Studios
EastWest Studios (anteriormente conhecido como Western Studio, um componente da United Western Recorders e mais tarde Ocean Way Recording) é um complexo de estúdio de gravação localizado na 6000 West Sunset Boulevard em Hollywood. Originalmente construído por Bill Putnam na década de 1960, os estúdios são atualmente de propriedade do desenvolvedor de som Doug Rogers e administrados por Candace Stewart.

## História
EastWest Studios era inicialmente conhecido como Western Studio, metade do complexo de estúdios da United Western Recorders era localizado entre o número 6000 e 6050 West Sunset Boulevard. Em 1984, a United Western Recorders foi vendida e renomeada para Ocean Way Recording. Em 1998, a antiga metade do Western Studio na 6000 Sunset foi dividida da Ocean Way Recording, vendida e renomeada para Cello Studios. Em 2005, o Cello Studios encerrou suas operações.
Em 17 de janeiro de 2006, Doug Rogers adquiriu a propriedade da 6000 Sunset. Rogers contratou o designer Philippe Starck (SLS Hotel Los Angeles, hotel St. Martins Lane, Londres) para reformar e redesenhar os lounges, cozinha e áreas de recepção dos artistas, que já haviam sofrido danos causados pela água. Com cuidado para preservar a integridade das instalações de gravação originais, Starck e Rogers implementaram um novo design para criar "um lugar onde os artistas podem se encontrar, se misturar e se inspirar".
Em março de 2009, os estúdios reformados e renomeados como EastWest Studios, foram abertos ao público. Desde então, seus clientes receberam mais de 120 indicações ao Grammy de gravações feitas no EastWest Studios, mais do que qualquer outro estúdio do mundo.

## Salas ao vivo e consoles
EastWest Studios consiste em três estúdios principais. O Studio 1 apresenta uma sala ao vivo de 58' x 42', uma cabine de isolamento medindo 20' x 23', piano Bechstein de 9', sistema de iluminação de concerto e um de um número limitado de consoles clássicos Neve 8078 restantes no mundo hoje. A sala ao vivo do Studio 2 mede 35' x 24', com uma cabine de isolamento de 10' x 14' e cabine vocal de 8' x 6' e um clássico console RCA personalizado Neve 8028.[9] A menor das salas, Studio 3, tem 31' x 15' com um piano Steinway e um Classic Trident A Range Console. Todas as três salas são equipadas com Flying Fader Automation e monitores principais ATC.

## Instrumentos virtuais
Os instrumentos virtuais EastWest Sounds são gravados no EastWest Studios.
Um dos muitos empreendimentos da empresa foi o instrumento virtual da Orquestra de Hollywood, gravado no Studio 1 com alguns dos músicos orquestrais de trilhas sonoras de filmes de Hollywood e engenheiro de som Shawn Murphy. A série da Orquestra de Hollywood é, de acordo com a página da EastWest, um dos instrumentos virtuais orquestrais mais detalhados do mundo. Outro dos produtos de maior sucesso da empresa é a Orquestra Sinfônica, um instrumento orquestral virtual de 24 bits. O instrumento virtual foi concebido pelos produtores Doug Rogers (chefe da EastWest Sounds) e Nick Phoenix (co-fundador da Two Steps From Hell) e gravado pelo engenheiro de gravação vencedor do Grammy, Professor Keith O Johnson.  A gravação ocorreu em uma sala de concertos de 2.200 lugares, começando em agosto de 2002. As gravações multicanais resultantes seriam posteriormente editadas e programadas para mais um ano. 4 edições da biblioteca foram lançadas: Silver, Gold, Platinum e Platinum Plus.Complementando seus instrumentos virtuais sinfônicos, eles lançaram vários instrumentos solo orquestrais (como violino solo, violoncelo solo e harpa solo) e dois instrumentos virtuais de coral, "Symphonic Choirs" e o vencedor do prêmio NAMM TEC de 2019 "Hollywood Choirs".
Além de seus instrumentos virtuais sinfônicos, eles também lançaram mais de 60 outras coleções, cada uma delas especializada em um determinado gênero. Todas essas coleções estão disponíveis na assinatura ComposerCloud da EastWest.